# Partido Conservador Progresista
El Partido Conservador Progresista de Canadá (en inglés: Progressive Conservative Party of Canada (PCP) y en francés: Parti progressiste-conservateur du Canada (PPC)), fue un partido federal en Canadá durante los años 1942 – 2003.

## Historia
El partido fue fundado en 1942, tras la debacle del Partido Conservador en las elecciones de 1935, como refundación de este. De orientación derechista-centralista sobre los asuntos económicos y centralista sobre los asuntos sociales. Durante su existencia, fue uno de los dos partidos principales en Canadá (el otro es Liberal), y el partido derechista principal. Formaron parte del gobierno y de la oposición cuando correspondió.
Comenzó como Partido Conservador en 1867 y bajo el liderazgo de John A. MacDonald fue el primer partido de formar un gobierno en Canadá. El 10 de diciembre de 1942, el partido cambió su nombre a Partido Conservador Progresivo. En 2003, los miembros del partido votaron para disolverse y unirse con la Alianza Canadiense en el nuevo Partido Conservador.
Continúa funcionando en las provincias, y como un Comité en el Senado (federal) de Canadá.

## Partido Canadiense Progresista
Es un partido federal centralista/centralista-derechista formado en 2004. Formado por lealistas al CP que opusieron la unión con la Alianza, el partido quiere mantener la tradición de MacDonald y el legado de la CP (o PC). En la elección de 2008, alcanzaron el 0.004% de la votación nacional.

## Resultados en las elecciones federales
|  | 27.62 % |

|  | 29.65 % |

|  | 31.2 % |

|  | 38.5 % |

|  | 53.6 % |

|  | 37.22 % |

|  | 32.8 % |

|  | 32.4 % |

|  | 31.43 % |

|  | 35.2 % |

|  | 35.46 % |

|  | 35.89 % |

|  | 32.45 % |

|  | 50.03 % |

|  | 43.02 % |

|  | 16.04 % |

|  | 18.84 % |

|  | 12.19 % |

aRespecto al resultado del Partido Conservador en 1940.